# 來自地球的艾列德
《來自地球的艾列德》（英語：Elliott from Earth）是由吉拉姆·卡蘇托（Guillaume Cassuto）為卡通頻道創作的英國動畫電視影集。由卡通頻道工作室製作。
於2021年3月6日在英國首播。
台灣卡通頻道則於2021年5月8日上午10 點首播。

## 劇情簡介
11歲的艾列德和他的母親芳琪四處旅行。由於母親是地質學家，不斷的研究地球上的隕石，芳琪曾找到一塊看似來自太空的石頭，從六千五百萬年前的沉積物當中挖出的小隕石，因為未有熔凝殼（Fusion crust）的特殊現象，便認為其並未穿過大氣層就來到地球，也讓她相信這是來自外星人所留下的。之後意外讓那顆隕石放進微波爐而通電，與艾列德按壓到隕石，意外啟動這個石頭的傳送功能，將他們帶往外太空，開啟了新冒險。

## 角色

### 主角
- 艾列德（Elliott）：11歲，由於母親為了研究工作，而須不斷搬家，因此渴望能交到好朋友
- 摩摩（Mo）：一隻近視的恐龍，可以說話，根據劇情，也來自地球。
- 芳琪（Frankie）：36歲，艾列德的媽媽，是一名希望研究外星人存在的地質學家。角色設定上她戴著一副的圓框眼鏡。儘管她經常以邏輯和科學的方式處理事物，但當她被自己探索和發現的決心所驅使時，她仍然會不時地衝動行事

## 製作
該動畫已獲得卡通頻道歐洲工作室批准製作 20 集。並於2018年9月正式起步，主要由卡通頻道《阿甘妙世界》的製作團隊組成。節目首度在2021年3月29日播出，共16集，每集11分鐘。直到2019年10月，該劇創作者兼原創影集主管吉拉姆·卡蘇托（Guillaume Cassuto）因與卡通頻道分道揚鑣，而離開了對於本作品的創作。
2022 年 8 月 17 日，HBO Max宣布將刪除多部影集，當中就包括《來自地球的艾列德》。因為此決策導致該作品在第一季完結後，無法再製作後續劇情。

## 相關連結
- 卡通頻道亞洲版 YouTube 頻道｜Cartoon Network Asia YouTube Channel （页面存档备份，存于）
- 卡通頻道亞洲官方網站｜Cartoon Network Asia Website （页面存档备份，存于）
- 來自地球的艾列德（電視劇） - IMDb
- 來自地球的艾列德｜卡通頻道｜Cartoon Network Asia（YouTube） （页面存档备份，存于）